# カールピー

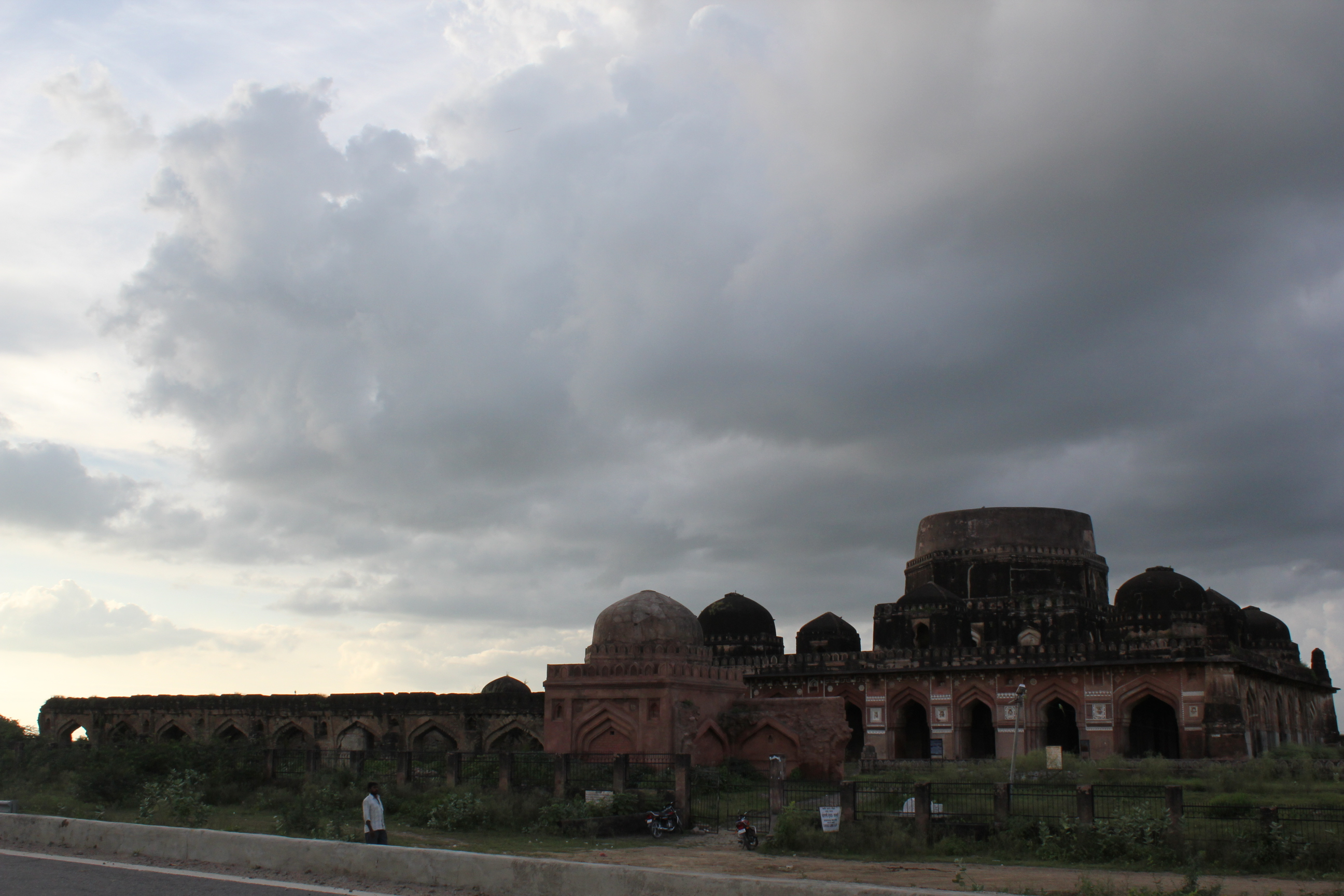
カールピー城

カールピー（ヒンディー語：कालपी, 英語：Kalpi）は、インドのウッタル・プラデーシュ州、ジャーラウン県の都市。カルピーとも呼ばれる。

## 歴史

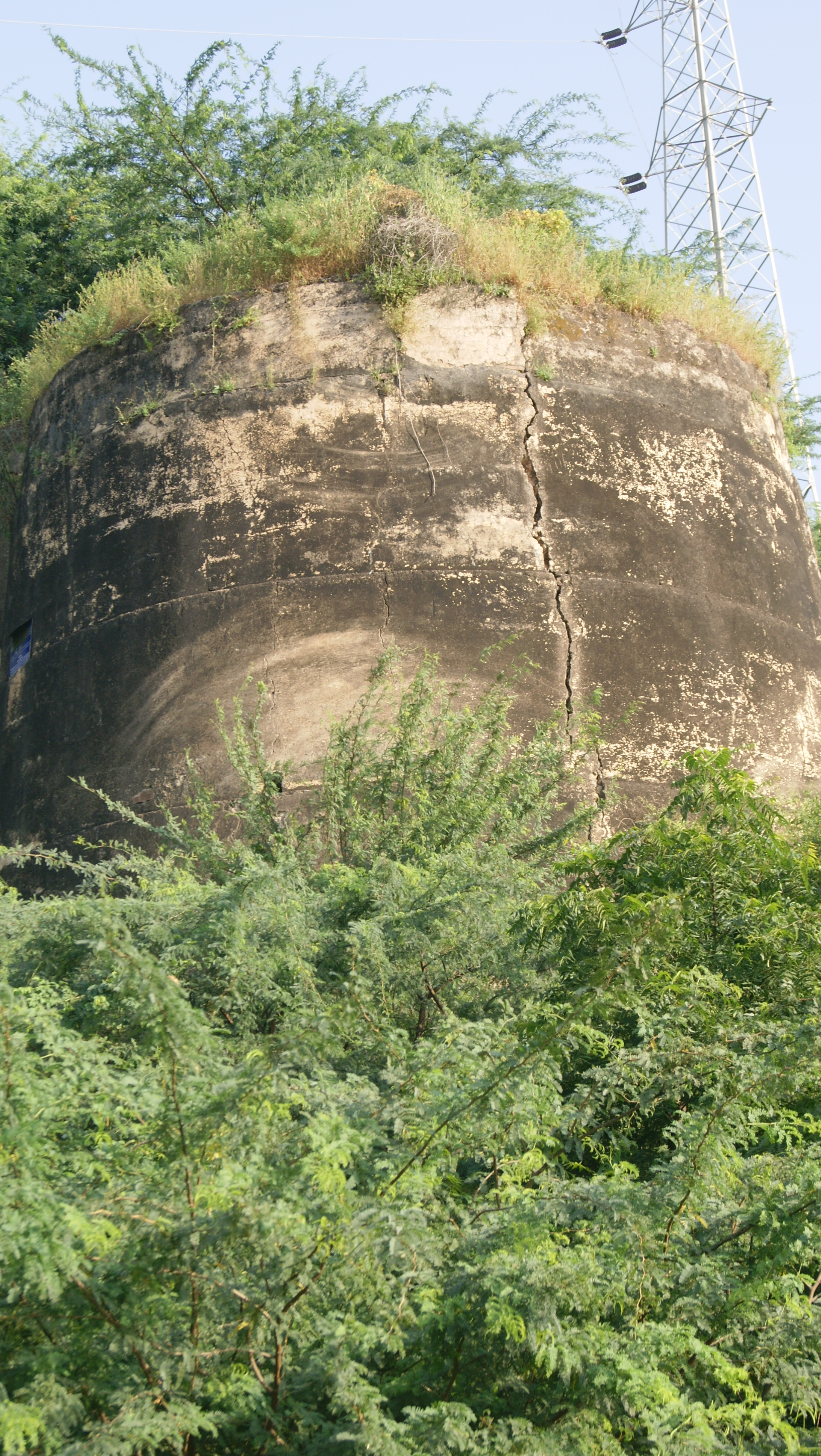
カールピー城の城壁

4世紀、ヒンドゥーの王ヴァースデーヴァによって建設された。
1196年、ムハンマド・ゴーリーの武将クトゥブッディーン・アイバクに占領される。
18世紀、マラーターによって支配され、1803年にイギリスによって占領された。
1858年5月、インド大反乱における反乱軍の指揮官ラクシュミー・バーイーの拠点となる。

## 地理
カールピーは北緯26度07分 東経79度44分 / 北緯26.12度 東経79.73度に位置している。